# Giovanni Conti (cardinale 1150)
Giovanni Conti, noto anche come Giovanni da Sutri (Sutri, ... – 1182), è stato un cardinale italiano.

## Biografia
Nel concistoro del 1150 fu nominato cardinale da papa Eugenio III, con il titolo di cardinale presbitero dei Santi Giovanni e Paolo.
Fu legato pontificio in Germania presso Federico Barbarossa e a Gerusalemme presso Amalrico I, re di Gerusalemme.
Nel 1166 divenne Cardinale protopresbitero.
Nel 1178, rientrato a Roma fu nominato Arciprete della Basilica Vaticana, carica che tenne fino al 1180.
Morì nel 1182 (non si hanno notizie del giorno preciso né del luogo).

## Elezioni papali
Durante il periodo del suo cardinalato Giovanni Conti partecipò elezioni papali del:
- 1153, quando fu eletto papa Anastasio IV
- 1154, quando fu eletto papa Adriano IV
- 1159, quando fu eletto papa Alessandro III
- 1181, quando fu eletto papa Lucio III

## Fonte
- (EN) Salvador Miranda, CONTI, Giovanni, su fiu.edu – The Cardinals of the Holy Roman Church, Florida International University.